# Oltre l'oceano (film 1918)
Oltre l'oceano è un film del 1918 diretto da Renato Molinari.